# Biton pearsoni
Espèce
Synonymes
- Daesia pearsoni Hewitt, 1914

Biton pearsoni est une espèce de solifuges de la famille des Daesiidae.

## Distribution
Cette espèce se rencontre en Afrique du Sud et en Namibie.

## Description
Le mâle holotype mesure 24,5 mm.
Le mâle décrit par Roewer en 1933 mesure 23 mm et les femelles de 23 à 24 mm.

## Publication originale
- Hewitt, 1914 : Records and descriptions of the Arachnida of the Collection. The Percy Sladen Memorial Expedition to Great Namaqualand 1912-1913. Annals of the Transvaal Museum, vol. 4, p. 146-159 (texte intégral).